# American Beauty/American Psycho
American Beauty/American Psycho je šesté studiové album americké skupiny Fall Out Boy. Vydáno bylo 16. ledna roku 2015 (v USA až 19. ledna) společností Island Records. V hitparádě Billboard 200 se umístilo na první příčce. Za více než jeden milion prodaných kusů alba se v USA (RIAA) stalo platinovým. První část názvu alba odkazuje k desce American Beauty skupiny Grateful Dead, stejně jako k filmu Americká krása (v originále American Beauty). Druhá část pak ke knize Americké psycho od Breta Eastona Ellise a zároveň stejnojmennému filmu.

## Seznam skladeb
| Pořadí | Název                             | Délka |
| ------ | --------------------------------- | ----- |
| 1.     | Irresistible                      | 3:27  |
| 2.     | American Beauty / American Psycho | 3:16  |
| 3.     | Centuries                         | 3:48  |
| 4.     | The Kids Aren't Alright           | 4:21  |
| 5.     | Uma Thurman                       | 3:32  |
| 6.     | Jet Pack Blues                    | 2:59  |
| 7.     | Novocaine                         | 3:47  |
| 8.     | Fourth of July                    | 3:44  |
| 9.     | Favorite Record                   | 3:23  |
| 10.    | Immortals                         | 3:09  |
| 11.    | Twin Skeleton's (Hotel in NYC)    | 3:40  |

## Obsazení
Fall Out Boy
- Andy Hurley – bicí, perkuse, zpěv
- Pete Wentz – baskytara, doprovodné vokály, zpěv
- Joe Trohman – kytara, doprovodné vokály, programování, klávesy
- Patrick Stump – zpěv, kytara, klávesy, programování, perkuse

Ostatní
- Lolo – zpěv
- Jake Sinclair – perkuse, programování, doprovodné vokály
- Michael Bolger – žestě